# حمید احمد (بازیکن بسکتبال)
حمید احمد (انگلیسی: Hamid Ahmed) بازیکن بسکتبال اهل عراق بود.